# Julia Tilley
Julia Tilley (* 1. Juni 1989 in Auckland) ist eine neuseeländische Beachvolleyballspielerin.

## Karriere
Als Senior am Campion College in Gisborne war die junge Sportlerin Kapitänin des Basket-, Volley- und Netballteams. Außerdem wurde sie wie im Vorjahr Woman of the year der Ausbildungsstätte. Während sie sich zu Schulzeiten vor allen Dingen auf Ballspiele in der Halle konzentrierte, richtete sie ihr Augenmerk anschließend vornehmlich auf den Sport im Sand. Hilfreich war dabei auch das private Beachvolleyballfeld im Garten ihrer Eltern. Erste Wettkampferfahrungen machte sie bei den U19-Weltmeisterschaften 2007 sowie bei den U21-Wettbewerben und der Qualifikation bei den Open in Kristiansand eine Saison später. 2013 gewann sie mit Shaunna Polley die neuseeländischen Meisterschaften und stand mehrere Male mit ihr auf dem Podest bei der New Zealand Tour, einer internationalen Beachserie in ihrem Heimatland, bei der sie 2014 zum ersten Mal Gesamtsiegerinnen wurden. Die beiden wiederholten eine Spielzeit später  ihren Titelgewinn bei den Landesmeisterschaften  und erreichten bei den Asienmeisterschaften das Achtelfinale. Weitere Podiumsplätze bei nationalen und kleineren internationalen Turnieren folgten, bevor Julia Tilley 2017 mit ihrer neuen Partnerin Alice Bain zum zweiten Mal Toursiegerin wurde und bei der neuseeländischen Meisterschaft im Finale stand. Von da an wechselten sich Vizemeisterschaften und Tourerfolge im Jahresturnus ab, bevor Julia Tilley wieder mit Shaunna Polley 2020 ihre dritte Goldmedaille bei den New Zealand Championships gewann (für Polley war es bereits der vierte Titel). Nach dem dritten gemeinsamen Tourgewinn der beiden im gleichen Jahr und den fünften für Tilley stand die 2021 zum fünften Mal in Serie im Landesfinale und in der gleichen Spielzeit mit fünf verschiedenen Partnerinnen in allen fünf Endspielen der Tour und gewann dabei sowohl das Tasman-Event als auch das Tourfinale. Da jedoch ein anderes Duo immer in gleicher Besetzung bei den Turnieren antrat, erkämpfte dieses Team in diesem Jahr den Gesamtsieg der Beachserie.
In der folgenden Saison startete Tilley mit Olivia MacDonald. Heraus sprangen dabei ein Sieg und zwei weiteren Finalteilnahmen bei der nationalen Tour sowie ein Achtelfinalplatz bei einem Future. 2023 gelang den beiden ein Sieg und drei weitere Endspielteilnahmen bei der heimatlichen Beachserie sowie der Gewinn der Silbermedaille beim Mount Maunganui Future.

## Auszeichnungen
- 2014: Wertvollste Spielerin der Neuseeland Tour
- 2014: Beste Abwehrspielerin der Neuseeland Tour
- 2014: Beste Zuspielerin der Neuseeland Tour[1]

## Privates
Von 2002 bis 2007 besuchte Tilley das Campion College in ihrem Heimatort Gisborne. Nach einem Jahr Pause machte sie zunächst ihren Bachelor of Sport and Leisure studies mit dem Hauptfach Kommunikation und Erziehung an der University of Waikato. Daran schloss sich ein Lehramtsstudium mit dem Diplom für den Grundschulbereich an. Von 2009 bis 2011 arbeitete sie (zeitweise parallel zum Studium) als Programmmanagerin eines Vorschulprogramms, Cheftrainerin bei verschiedenen Ferienmaßnahmen im Bereich Sport und bot lehrplaninterne und außerschulische Seminare an. In den folgenden drei Jahren entwickelte sie ein Programm zum Übergang vom Kindergarten in die Grundschule und beteiligte sich an einem Forschungsprojekt ihrer ehemaligen Universität zum selben Thema.
Da ihre Beachvolleyballaktivitäten nicht dazu ausreichten, ihren Lebensunterhalt zu bestreiten, verdiente sie ab 2015 Geld durch die Mitarbeit an der Weet-Bix TRYathlon-Serie. Inzwischen hat sie selbst schon einen Sprintriathlon absolviert und ist die Direktorin des jährlich stattfindenden Fulton Hogan Mount Festival of Multisport. Im Rahmen dieser Veranstaltung ist sie auch für die Organisation des Tauranga Half zuständig. An dem Mitteldistanztriathlon nahmen in den vergangenen Jahren hauptsächlich Sportler aus Neuseeland teil. Beim fünfunddreißigjährigen Jubiläum 2024 starteten jedoch auch die Weltmeisterin Chelsea Sodaro und die Europameisterin Els Visser. Beide mussten jedoch im Zielsprint Lokalmatadorin Hannah Berry den Vortritt lassen. Der mehrfache Weltmeister Javier Gomez wurde wegen Inanspruchnahme fremder Hilfe disqualifiziert, wäre als Dritter im Männerwettbewerb aber sowieso nicht an den Neuseeländern Jack Moody und Mike Phillips vorbeigekommen.